# فرع ينهب
فرع ينهب الجرتي (نحو 170م - 230م): ملك سبأ، تعود أصوله إلى ذي جرة،وهو مؤسس الأسرة الجرتية الملكية التي حكمت أكثر من نصف قرن مابين عامي (225م - 280م).وهو والد "إل شرح يحضب وأخيه يأزل" ملكي سبأ وذي ريدان، وهو أيضاً جد "نشأ كرب يأمن يهرحب" (265 م- 280م) آخر ملوك مملكة سبأ في مأرب. ذكر الإخباريون اسم ملك من حمير يدعى فرع ينهب، وملك يمني آخر من العمالقة يحمل ذات الاسم، مما يدل على أن اسمه وصل للإخباريين فنسجت حوله الأساطير.
تولى فرع ينهب عرش سبأ بعد الملك لحي عثت يرخم نحو سنة 225م، وأسس أسرة ملكية جديدة، حكم منها ثلاثة ملوك بعده، أشهرهم وأقواهم إل شرح يحضب الثاني. وفترة حكم الملك فرع ينهب وجيزة، فالنقوش التي تعود إلى عهده قليلة، ولا يعرف شيء عن حكمه سوى نقشان فقط (النقش: Ja 566 وSR-Thulā 4).وفي عهد فرع ينهب عاد إلى اللقب (ملك سبأ)، وذلك يعكس نكسة تعرض لها السبئيون. وبعد فرع ينهب، تولى ابنيه إل شرح يحضب وأخيه يأزل ملكي سبأ ما بين العام (230م - 260م)، وهما معاصرين لنظريهما من الجانب الريداني: الملك شمر يهحمد والملك كرب إل أيفع، ويرد اسمهما في النقوش السبئية (شمر ذو ريدان) و(كرب إيل ذو ريدان) دون اللقب الملكي (ملك سبأ وذي ريدان)، ودون اللقب الشرفي (يهحمد وأيفع)، وذلك للتحقير من شأنهم، وبين الطرفين صراع عنيف في إثبات الأحقية.